# Gare du Vert de Maisons
Gare du Vert de Maisons vasútállomás és RER állomás Franciaországban, Maisons-Alfort településen.

## Vasútvonalak
Az állomást az alábbi vasútvonalak érintik:
- Párizs–Marseille-vasútvonal

## Kapcsolódó állomások
A vasútállomáshoz az alábbi állomások vannak a legközelebb:
- Gare de Maisons-Alfort - Alfortville (Gare de Creil, D RER-vonal)
- Gare de Créteil-Pompadour (Gare de Malesherbes, D RER-vonal)
- gare de Villeneuve-Prairie (–2013)

## Lásd még
- Franciaország vasútállomásainak listája
- A RER állomásainak listája